# Diego Simeone
Diego Pablo Simeone, argentinski nogometaš in trener, * 28. april 1970, Buenos Aires, Argentina.
Sodeloval je na nogometnemu delu poletnih olimpijskih iger leta 1996.